# Sebastiaan Slorp
Sebastiaan Slorp is een Nederlandstalige jeugdroman, geschreven door Paul Biegel en uitgegeven in 1970 bij Uitgeverij Holland in Haarlem. De eerste editie werd geïllustreerd door Elice Kernkamp, een dochter van zijn zus Heleen Kernkamp-Biegel. Het boek is een bewerking van een hoorspel dat Biegel eerder schreef voor de NCRV en dat wekelijks werd uitgezonden.

## Inhoud
Het boek, geschreven voor kinderen van 9 tot 12 jaar, verhaalt over de jongen Sebastiaan Slorp, die door het eten van enkele paddenstoelen veranderd is in een reus. Hoewel hij zich aanvankelijk uitermate amuseert met het spelen met auto's en mensen, wordt de situatie problematisch wanneer hij in een circustent wordt opgesloten.